# Campirme
El Campirme és una muntanya de 2.632,7 metres d'altitud que es troba a cavall dels termes municipals de la Guingueta d'Àneu (antic terme d'Unarre) i de Vall de Cardós (antic terme d'Estaon), a la comarca del Pallars Sobirà. És el punt culminant de la serra de Campirme.
Està situat a l'extrem nord del territori d'Estaon, i en el sector nord-oriental del d'Unarre, al nord del Turó de Vialada i al sud del Coll de Finestres.
Al cim podem trobar-hi un vèrtex geodèsic (referència 266065001).
Aquest cim està inclòs al llistat dels 100 cims de la FEEC